# Volkswagen Delivery

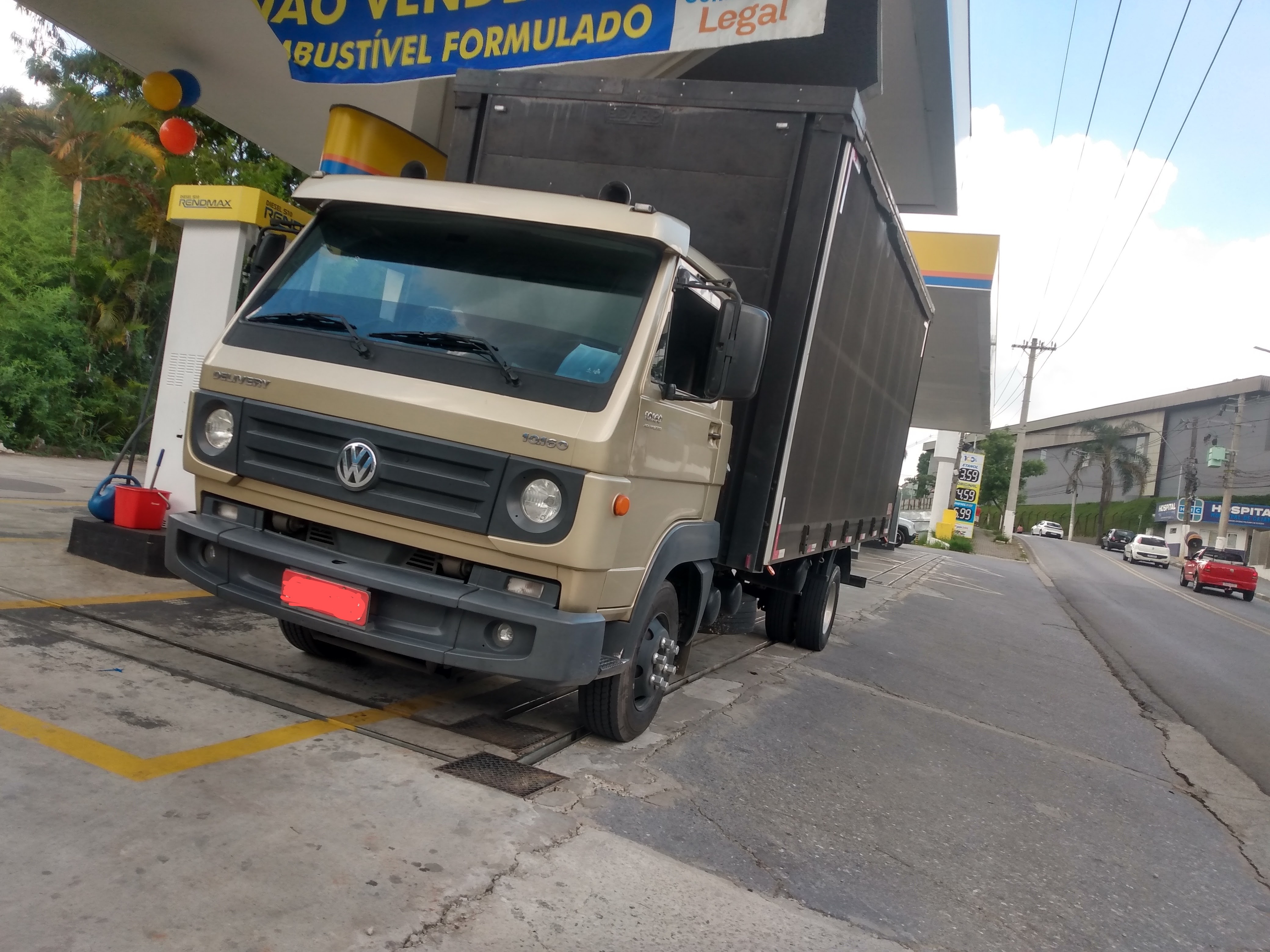
Volkswagen Delivery 10160 com umas das suas cores mais especiais desde o seu lançamento

Volkswagen Delivery é uma linha de caminhões pequenos fabricada pela Volkswagen Caminhões e Ônibus.
 
A 2ª geração da Volkswagen Delivery foi apresentada em 2017 no Brasil.